# هستة جوك
هستة جوك هي قرية في مقاطعة خوي، إيران. يقدر عدد سكانها بـ 584 نسمة بحسب إحصاء 2016.